# Менди, Батиста
Батиста Аделино Менди (фр. Batista Adélino Mendy; род. 12 января 2000, Сен-Назер) — марокканский футболист, полузащитник клуба «Трабзонспор».

## Клубная карьера
Менди — воспитанник клубов «Сен-Назар» и «Нант». В 2018 году игрок дебютировал за дублирующий состав последних. 13 сентября 2020 года в матче против «Монако» он дебютировал в Лиге 1. Летом 2021 года Менди перешёл в «Анже», подписав контракт на 3 года. 15 августа в матче против «Олимпик Лион» он дебютировал за новый клуб. 5 августа 2022 года в поединке против «Бордо» Батиста забил свой первый гол за «Анже».
Летом 2023 года Менди перешёл в турецкий «Трабзонспор». Сумма трансфера составила 5 млн. евро. 17 сентября в матче против «Бешикташа» он дебютировал в турецкой Суперлиге. 23 декабря в матче против «Истанбул Башакшехир» Батиста забил свой первый гол за «Трабзонспор».

## Международная карьера
В 2017 году Менди принял участие в юношеском чемпионате мира в Индии. На турнире он сыграл в матче против команды Гондураса.